# 仲夏满天心
《仲夏满天心》（曾用名：心动满屋）是2020年中國大陸電視劇，由企鹅影视出品，聚禾影画承制，赵洁担任总制片人，张力川导演执导，西小芹编剧，杨超越、许魏洲、施诗、李嘉铭、姜梓新、刘淼麟、钟祺、周俐葳等人主演，改编自韩国漫画作家元秀莲的作品《浪漫满屋》的都市恋爱轻喜剧。该剧于2019年7月在无锡开拍，同年9月19日在无锡顺利杀青，7月27日，剧方在微博宣布因“暑期排播调整，原定于7月30日播出的《仲夏满天心》改档延期，于8月28日腾讯视频上线。

## 播出时间
| 频道               | 所在地 | 播出日期      | 备注   |
| ------------------ | ------ | ------------- | ------ |
| 腾讯视频           | 中国   | 2020年8月28日 | 20：00 |
| Home Drama Channel | 日本   | 2021年4月7日  | [ 6 ]  |

## 演员列表

### 主要演员
| 演員               | 角色    | 介紹 | 配音演员 | 备注        |
| 杨超越 童年:陳翊曈 | 洛天然  | 坚强独立、鬼马精灵、自尊心强的天才音乐人，有着成为作曲家的梦想。机缘巧合之下相识了偶像明星靳泽一，误打误撞展开了一段“契约式”婚姻。                           | 徐佳琦   | [ 4 ] [ 2 ] |
| 许魏洲             | 靳泽一  | 外在高冷、内心小恶魔，偶尔傲娇孩子气的当红偶像。与洛天然相识后，因性格差异发生了一系列令人啼笑皆非的浪漫爱情故事。                                           | 原音     | [ 4 ] [ 2 ] |
| 施诗               | Tiffany | 靳泽一的金牌经纪人，雷厉风行、实力过人，为靳泽一的星途一路筹谋划策尽心尽力，在生活中更是靳泽一的人生导师。 曾喜歡澤一，想拆散澤一天然 後喜歡林澈，為其女朋友 | 路熙然   | [ 7 ]       |
| 李嘉铭 童年:許家乐 | 云疏    | 医术高超、外表帅气而又性格温柔的医生，對洛天然始終無微不至地關心呵護。                                                                                       | 赵毅     | [ 8 ]       |
| 姜梓新             | 金小芹  | 与林澈、洛天然一同长大的好朋友 | 曾蓉     | [ 9 ]       |
| 刘淼麟             | 林澈    | 与洛天然、金小芹一同长大的好朋友，是她俩的邻家弟弟 | 苏尚卿   | [ 9 ]       |
| 鍾祺               | 孟梦    | 靳泽一父亲钦点的儿媳，服装设计师，白富美。凌熙權的女朋友。                                                                                                   | 陆庚宜   | [ 10 ]      |
| 周俐葳             | 程莎莎  | 開朗樂觀的女孩。公司給靳泽一安排的CP組合女藝人。 | 乔诗语   |             |
| 子劍               | 阿泰    | 靳澤一的助理兼保鏢。 |          |             |

### 其他演员
| 演員   | 角色   | 介紹                                 | 配音演员 | 备注 |
| 寇振海 | 洛征   | 洛天然的爸爸                         | 宣晓鸣   |      |
| 歸亞蕾 | 奶奶   | 靳澤一的奶奶                         | 晏积瑄   |      |
| 曹衛宇 | 靳文   | 靳澤一的爸爸                         | 范哲琛   |      |
| 孫克杰 | 凌熙權 | 靳澤一工作上的競爭對手，孟夢的男朋友 |          |      |
| 姜雁如 |        |                                      |          |      |

## 电视剧歌曲
| 曲序 | 曲目                     |                | 作曲   | 演唱   |
| ---- | ------------------------ | -------------- | ------ | ------ |
| 1.   | 長久（片头曲）           | 林乔           | 高莹   |        |
| 2.   | 誰（片尾曲）             | 高瑩           | 高瑩   |        |
| 3.   | 小紅象（插曲）           |                |        |        |
| 4.   | 世上只有爸爸好（插曲）   |                |        |        |
| 5.   | 仲夏滿天心（主題曲）     | 郭德紫毅       | 高瑩   | 郁可唯 |
| 6.   | 愛走丟后的那三年（插曲） | 張暢、韋一     | 姜海威 | 彭佳慧 |
| 7.   | 愿（插曲）               | 高莹           | 高莹   | 金玟岐 |
| 8.   | 一個人（插曲）           | 董嘉鸿、邓舒月 | 董嘉鸿 | 簡弘亦 |